# Martinet de Sao Tomé
Zoonavena thomensis
Espèce
Statut de conservation UICN

 LC  : Préoccupation mineure
Le  Martinet de Sao Tomé (Zoonavena thomensis) est une espèce d'oiseaux de la famille des Apodidae.

## Distribution
Cette espèce est endémique de Sao Tomé-et-Principe.